# Ramon van Haaren
Ramon van Haaren (Waalwijk, 16 september 1972) is een Nederlands voormalig voetballer. Hij speelde zijn laatste wedstrijden voor de amateurs van Achilles Veen, waar hij in mei 2010 aankondigde aan het eind van het seizoen te stoppen. Meestal speelde hij links in de verdediging. Zijn profdebuut was op 25 augustus 1993 voor RKC tegen MVV.

## Clubstatistieken
| seizoen                     | club         | duels | goals | competitie     |
| --------------------------- | ------------ | ----- | ----- | -------------- |
| 1993/94                     | RKC          | 31    | 0     | Eredivisie     |
| 1994/95                     | RKC          | 33    | 0     | Eredivisie     |
| 1995/96                     | RKC          | 19    | 0     | Eredivisie     |
| 1996/97                     | Roda JC      | 17    | 0     | Eredivisie     |
| 1997/98                     | Roda JC      | 24    | 0     | Eredivisie     |
| 1998/99                     | Roda JC      | 31    | 0     | Eredivisie     |
| 1999/00                     | Roda JC      | 33    | 0     | Eredivisie     |
| 2000/01                     | Roda JC      | 28    | 2     | Eredivisie     |
| 2001/02                     | Feyenoord    | 0     | 0     | Eredivisie     |
| 2002/03                     | Feyenoord    | 6     | 0     | Eredivisie     |
| 2003/04                     | Feyenoord    | 8     | 0     | Eredivisie     |
| 2004/05                     | → Sparta     | 17    | 0     | Eerste divisie |
| 2005/06                     | RKC Waalwijk | 27    | 0     | Eredivisie     |
| 2006/07                     | RKC Waalwijk | 18    | 0     | Eredivisie     |
| bijgewerkt tot 24 juli 2007 |              |       |       |                |

## Erelijst
Roda JC
- KNVB beker

1997, 2000
 Feyenoord
- UEFA Cup

2002

## Voetnoten
1. ↑  http://bd.nl/nieuws/haaren/van-haaren-stopt-bij-achilles-veen-1.9686